# Fritz Exner
Fritz Exner (* 29. April 1926 in Nassau (Lahn); † 24. März 2017 in Bad Homburg) war ein deutscher Historiker und Mäzen.

## Leben und Wirken
Exner studierte Geschichte und Politikwissenschaft an der Philipps-Universität Marburg, der University of Chicago und der Universität von Paris. 1953 wurde er in Marburg mit einer Arbeit über „Kapkolonie und 'Representative Government' 1820–1861: Die Entstehung der kolonialen Selbstregierung in Südafrika“ promoviert. Anschließend war er im kaufmännischen Bereich zunächst bei der Friedrich Krupp AG in Essen und danach bei der Lurgi GmbH in Frankfurt am Main tätig, bevor er 1989 pensioniert wurde.
Im Jahr 2000 gründete Exner gemeinsam mit seiner Ehefrau Helga Exner die Fritz und Helga Exner-Stiftung, die sich der Förderung der Südosteuropa-Forschung widmet. Die Stiftung vergibt jährlich den Förderpreis für herausragende Leistungen im Bereich der Südosteuropa-Forschung (in der Regel für Dissertationen), Stipendien an Nachwuchswissenschaftler aus Deutschland und Südosteuropa für kürzere Forschungsaufenthalte in der jeweils anderen Region, und finanziert seit 2006 alle zwei Jahre das Dr. Fritz Exner-Kolloquium für Nachwuchswissenschaftler in der Südosteuropa-Forschung.
2004 wurde Exner mit dem Bundesverdienstkreuz ausgezeichnet.
Exner war Ehrenmitglied der Südosteuropa-Gesellschaft.

## Veröffentlichungen
- Kapkolonie und „Representative Government“ 1820–1861: Die Entstehung der kolonialen Selbstregierung in Südafrika. Ein Beitrag zur südafrikanischen Geschichte und Geschichtsschreibung. Philipps-Universität Marburg, Marburg 1953 (Dissertation).
- Presse und Rundfunk. In: Dietrich Geyer (Hrsg.): Osteuropa-Handbuch: Polen. Böhlau-Verlag, Köln, Wien 1959.
- Gemeinsamer Anlagenbau mit Unternehmen aus Bulgarien, der ČSSR, Rumänien und Ungarn in Drittländern. In: Internationales Ost-West-Handels-Fachseminar. Gesellschaft für Ost- und Südostkunde 19 (1986), S. 57–62.